# دوغلاس ويست
دوغلاس ويست (بالإنجليزية: Douglas West) هو رياضياتي أمريكي، ولد في 1953.